# Kilian Stobæus
 (février 2019).
Si vous disposez d'ouvrages ou d'articles de référence ou si vous connaissez des sites web de qualité traitant du thème abordé ici, merci de compléter l'article en donnant les références utiles à sa vérifiabilité et en les liant à la section « Notes et références ».

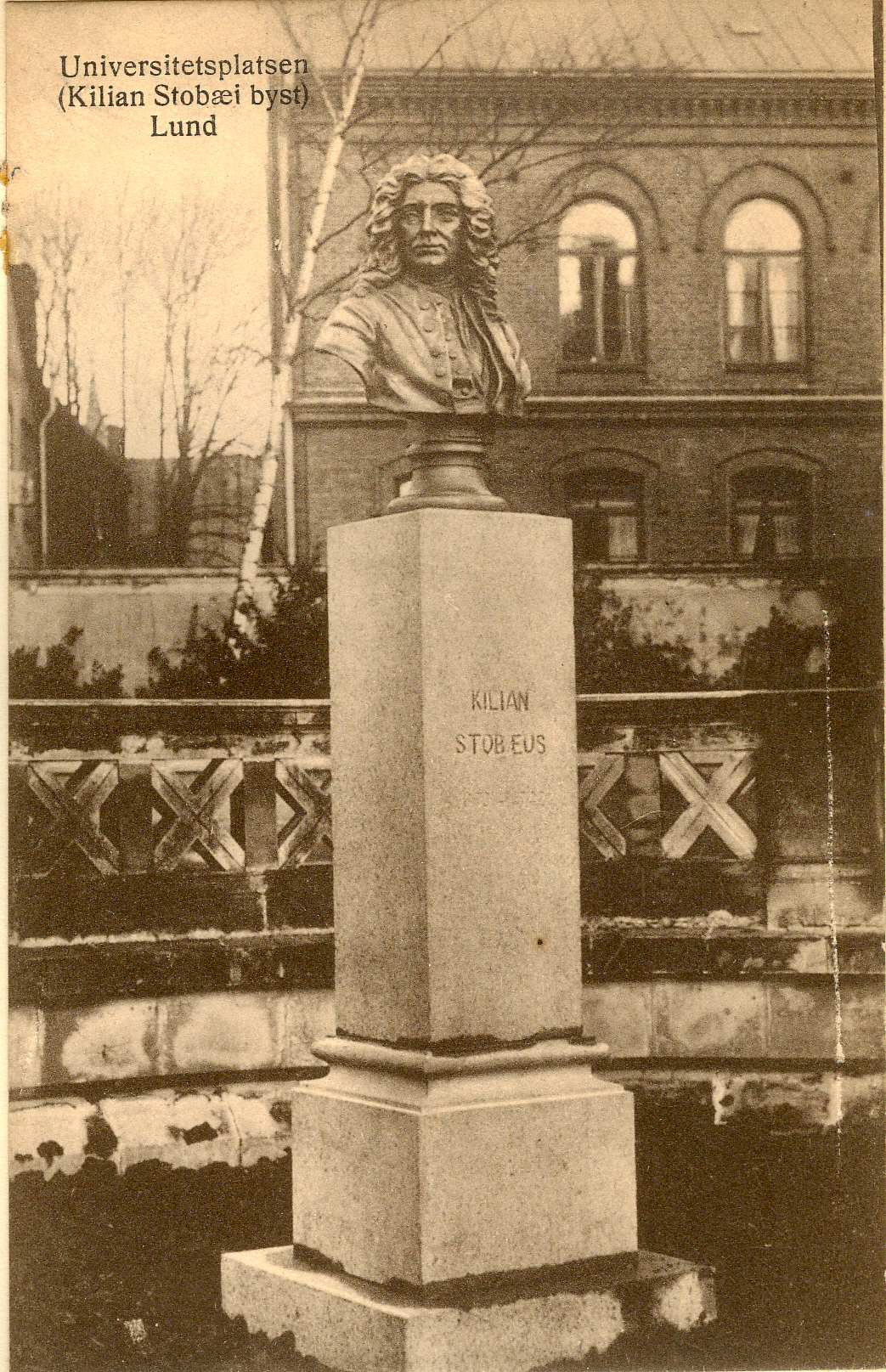
Buste de Kilian Stobæus.

Kilian Stobæus dit l'ancien est un médecin et naturaliste suédois, né à Vinslöv (province de Scanie) le 6 février 1690 et mort le 17 février 1742.

## Biographie
Il est dit l'ancien pour le distinguer de son petit-cousin l'obstétricien Kilian Stobæus le jeune (1717-1792).
Après des études à l'Université de Lund, Kilian Stobæus rejoint la marine militaire suédoise comme médecin assistant entre 1710 et 1713. Il revient ensuite à Lund pour y finir ses études de médecine et y devient docteur en médecine en 1721. Il part ensuite exercer la médecine à Göteborg, en 1724, puis à Malmö, à partir de 1725. L'Université de Lund crée pour lui une chaire de philosophie, d'histoire naturelle et de physique expérimentale qu'il occupe à partir de 1728. Il y obtient ensuite la chaire d'Histoire, en 1732, et en reste le titulaire jusqu'à sa mort, en 1742. Carl von Linné (1707-1778) et Nils Rosén von Rosenstein (1706-1773) feront partie de ses élèves.
Il a épousé Florentina Schubert en 1725.
Les principaux écrits de Kilian Stobæus ont été rassemblés après sa mort et publiés à Dantzig en 1752, sous le titre Stobæi opuscula. Stobæus a constitué de riches collections, notamment en histoire naturelle, en archéologie et en numismatique et en a fait don à l'Université de Lund en 1735. Un inventaire de ces collections, réalisé un an après sa mort, montre qu'elles comportaient, entre autres, 44 spécimens de poissons, 14 de tortues, 2 de serpents, 3 de crocodiles et 23 d'oiseaux.
Il est le neveu du poète Andreas Stobæus (sv) (1642-1714).